# 奈史密斯杯
奈史密斯杯是世界男子篮球锦标赛的冠军奖杯，这是国际篮球联合会为了纪念詹姆斯·奈史密斯这位篮球发明人而以他的名字命名的奖杯。早在1950年首届锦标赛期间，国际篮联就决定以奈史密斯的名字命名冠军奖杯，但直到1967年的世锦赛上，获得冠军的苏联才第一次获得了印有奈史密斯名字的奖杯。
新式的奈史密斯杯由德国巴特克罗伊茨纳赫的大师级金匠Günter Schoebel所制作，1998年8月9日南斯拉夫队于雅典的世锦赛决赛取胜后被首次授予了这一奖杯，该奖杯一直沿用到现在。
新式的奈史密斯奖杯上部带有莲花图案，中间部分的十字边型结构雕刻有大陆图案并镶入宝石，象征着五大洲，黑色玛瑙、黄色水晶、绿色chyrsopase、红色榴石、蓝色晶玉等象征着全球各地。奖杯上下部975／1000的纯银、内部的镀金以及中间部分的14克拉黄金都突出了奖杯极高贵的价值。奖杯底部采用罗莎普尔西诺大理石，面积为20 x 20厘米，奈史密斯的名字被分别用拉丁语、阿拉伯语、中文和埃及文字雕刻在底部的四面。奖杯顶部周长为21厘米，整个奖杯直立高度为47厘米，重量为9千克。